# Antemurale Christianitatis
 (janvier 2024).
Si vous disposez d'ouvrages ou d'articles de référence ou si vous connaissez des sites web de qualité traitant du thème abordé ici, merci de compléter l'article en donnant les références utiles à sa vérifiabilité et en les liant à la section « Notes et références ».
 (janvier 2024).
La mise en forme du texte ne suit pas les recommandations de Wikipédia : il faut le « wikifier ».
Les points d'amélioration suivants sont les cas les plus fréquents. Le détail des points à revoir est peut-être précisé sur la page de discussion.
- Les titres sont pré-formatés par le logiciel. Ils ne sont ni en capitales, ni en gras.
- Le texte ne doit pas être écrit en capitales (les noms de famille non plus), ni en gras, ni en italique, ni en « petit »…
- Le gras n'est utilisé que pour surligner le titre de l'article dans l'introduction, une seule fois.
- L'italique est rarement utilisé : mots en langue étrangère, titres d'œuvres, noms de bateaux, etc.
- Les citations ne sont pas en italique mais en corps de texte normal. Elles sont entourées par des guillemets français : « et ».
- Les listes à puces sont à éviter, des paragraphes rédigés étant largement préférés. Les tableaux sont à réserver à la présentation de données structurées (résultats, etc.).
- Les appels de note de bas de page (petits chiffres en exposant, introduits par l'outil «  Source ») sont à placer entre la fin de phrase et le point final[comme ça].
- Les liens internes (vers d'autres articles de Wikipédia) sont à choisir avec parcimonie. Créez des liens vers des articles approfondissant le sujet. Les termes génériques sans rapport avec le sujet sont à éviter, ainsi que les répétitions de liens vers un même terme.
- Les liens externes sont à placer uniquement dans une section « Liens externes », à la fin de l'article. Ces liens sont à choisir avec parcimonie suivant les règles définies. Si un lien sert de source à l'article, son insertion dans le texte est à faire par les notes de bas de page.
- La présentation des références doit suivre les conventions bibliographiques. Il est recommandé d'utiliser les modèles {{Ouvrage}}, {{Chapitre}}, {{Article}}, {{Lien web}} et/ou {{Bibliographie}}. Le mode d'édition visuel peut mettre en forme automatiquement les références.
- Insérer une infobox (cadre d'informations à droite) n'est pas obligatoire pour parachever la mise en page.

Pour une aide détaillée, merci de consulter Aide:Wikification.
Si vous pensez que ces points ont été résolus, vous pouvez retirer ce bandeau et améliorer la mise en forme d'un autre article.
Le titre latin "Antemurale Christianitatis" ("rempart du christianisme") est attribué à la Croatie par le pape Léon X en 1519 dans une lettre adressée au ban Petar Berislavić (en). Ce titre n'était pas unique et apparaissait également dans d'autres États chrétiens en conflit avec l'Empire ottoman, tels que la Hongrie et la Pologne.
Cependant, le pape n'est pas le premier à attribuer un tel titre à la Croatie. La noblesse des régions méridionales de la Croatie a envoyé une lettre le 10 avril 1494 depuis l'assemblée de Bihać au pape Alexandre VI et à l'empereur romain germanique Maximilien I, demandant de l'aide contre les attaques ottomanes, qualifiant la Croatie de rempart et de bastion du christianisme.« Nous arrêtons cette force depuis dix-sept ans en perdant nos corps, nos vies et tous nos biens possibles, et comme une tour et un rempart du christianisme, nous défendons les terres chrétiennes quotidiennement par la guerre, autant que cela nous est humainement possible. Ainsi, qu'il vous soit donc dit par notre intermédiaire ceci : si nous cédions aux Turcs, alors ils pourraient à tout moment attaquer la chrétienté à partir des terres croates. »

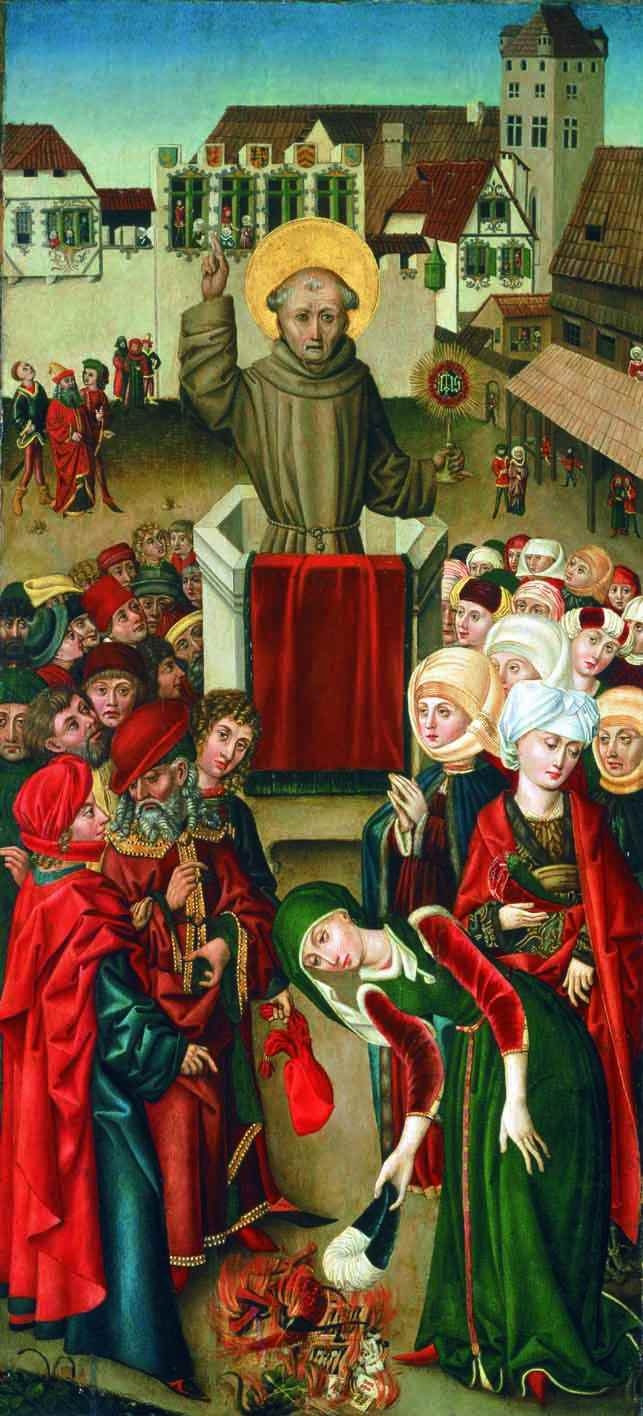
Frère Jean de Capistran

Le pape Calixte III, lors de la prise de Constantinople par les Turcs en 1453, appelle tous les peuples chrétiens à une croisade. Dans l'armée chrétienne qui a vaincu 150 000 soldats turcs près de Belgrade en juillet 1456, un grand nombre de Croates ont participé sous l'impulsion du franciscain Jean de Capistran (1386 - 1456). Jean de Capistran, croisé anti-ottoman et défenseur du christianisme, décède en 1456 à Ilok. En raison de nombreux miracles posthumes et visions, il est canonisé.
En 1521 Belgrade tombe sous la domination ottomane et les écrivains et diplomates croates soulignent le caractère dramatique et sérieux de la situation, écrivant que cette ville est le rempart du christianisme, la clé de l'Europe, la clé de la Hongrie, la forteresse du Royaume tout entier et la sentinelle hongroise. L'année suivante, à l'assemblée nationale allemande à Nuremberg, le terme Zwingermaurer (forteresse) est utilisé pour désigner la Croatie, et l'archiduc autrichien Ferdinand de Habsbourg déclare que la « nation chevaleresque chrétienne » des Croates se tient « comme un bouclier » devant la Styrie, la Carinthie et la Carniole, ainsi que toute l'Europe centrale et le monde chrétien occidental. Lors de la séance, le prince Bernardin Frankopan (en) (1453 – 1529) implore de l'aide, rappelant que « la Croatie est le bouclier et la porte du christianisme ». Son fils Christophe Frankopan (en) le 1er juillet 1523, dans un mémorial adressé au pape Adrien VI averti que la Croatie est le "rempart ou la porte du christianisme", en particulier des régions frontalières de la Carinthie, de la Carniole, de l'Istrie, de la Frioul et de l'Italie". Dans le même sens, les vers de la poésie "Trompette slovène" du poète baroque Vladislav Menčetić (en), écrits en 1665, ont la même signification : « Od ropstva bi davno u valih
potonula Italija o hrvatskijeh da se žalih more otmansko ne razbija! » « Depuis longtemps, l'Italie aurait sombré sous les vagues de l'esclavage,
Je me plains de la Croatie,
La mer ottomane ne la brise pas ! »

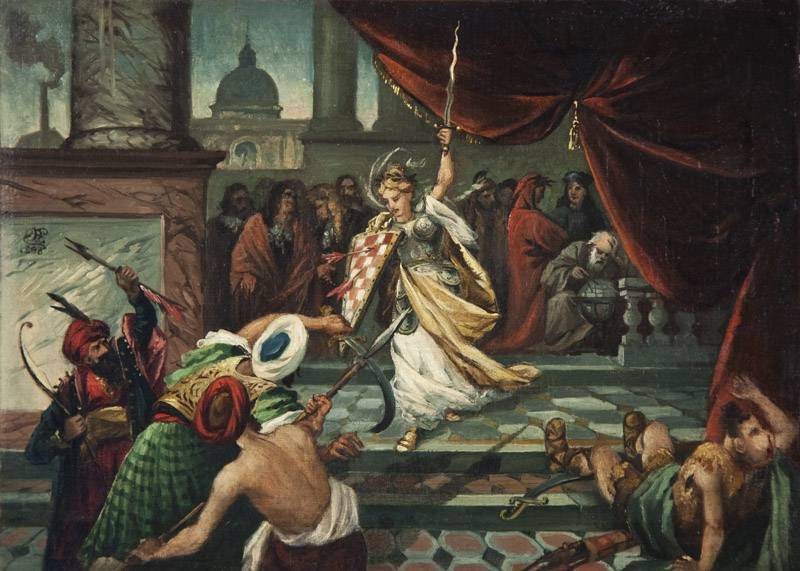
: Antemurale Christianitatis, 1892 : La en tant que défenseure de l'Europe chrétienne et de la culture européenne dans la lutte contre les envahisseurs ottomans.

Contre des envahisseurs turcs nettement supérieurs en nombre, les Croates mènent les guerres les plus intenses aux XVIe et XVIIe siècles, qui ont sont appelées les "duo plorantes saecula Croatiae" ("deux siècles de pleurs pour la Croatie"). La majorité de la défense est financée par les états internes autrichiens (environ 95 %). Les croates mais aussi les allemands, hongrois et "valaques", dont les membres étaient principalement (bien que pas exclusivement) de confession orthodoxe, ont participé à la défense des frontières.

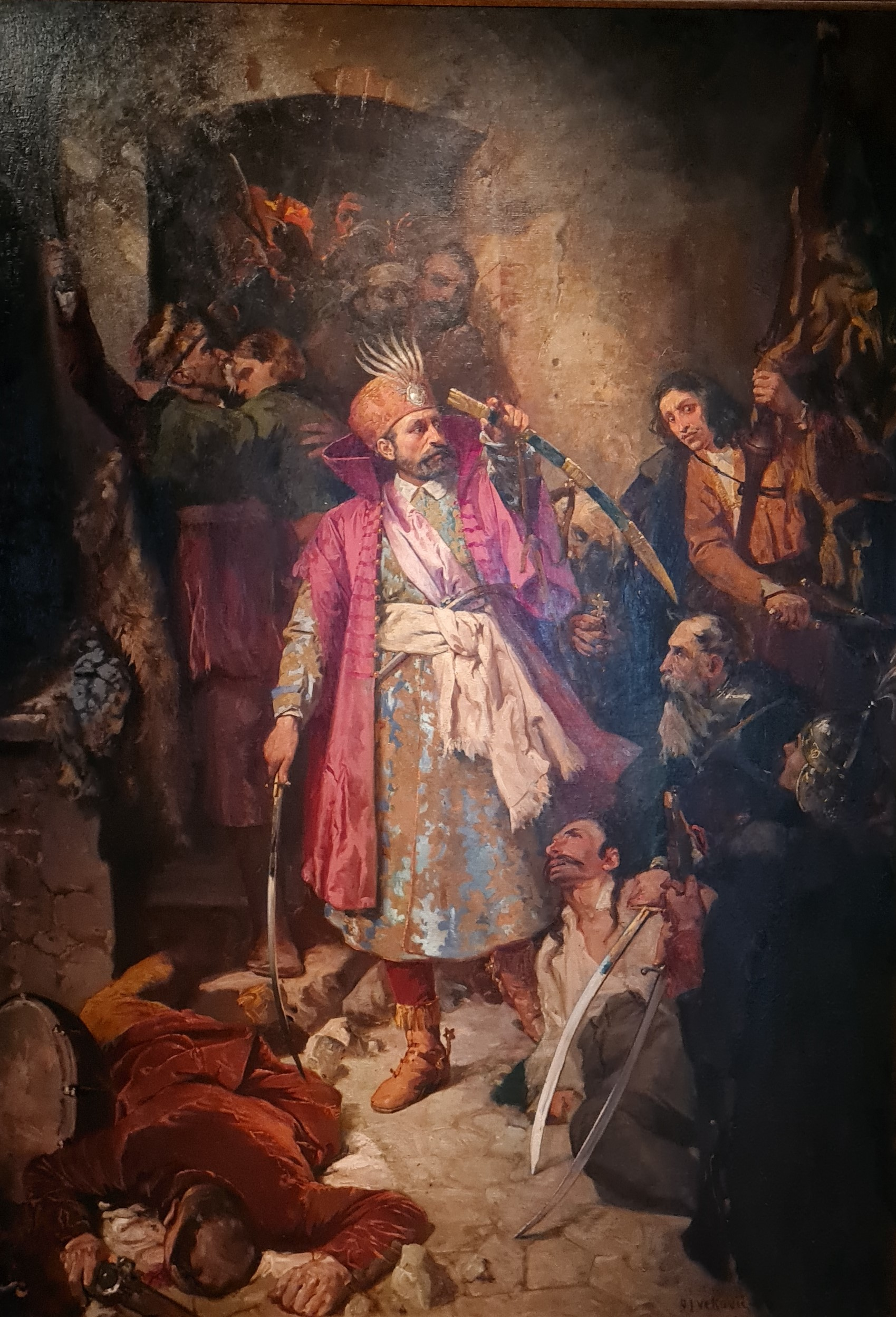
Nikola Šubić Zrinski

Pendant près de 400 ans de lutte contre les envahisseurs ottomans, de nombreux guerriers et héros croates, connus et inconnus, se sont illustrés. Les plus célèbres parmi eux étaient : le défenseur de Zemun, Marko Skoblić, que les Turcs ont attaché et jeté sous un éléphant enragé parce qu'il refusait de se convertir à l'islam et de se prosterner devant l'empereur turc ; le ban Petar Berislavić (en) (1475 – 1520), qui, en raison de sa brillante victoire à la bataille de Dubica (en) sur l'Una en 1513, reçoit en cadeau une épée bénie et un chapeau du pape Léon X ; le capitaine de Senj Petar Kružić (en) (1491 – 1537) qui a défendu Klis assiégé pendant 15 ans ; le capitaine suprême Nikola Jurišić (en) (vers 1490 – 1545) qui, en 1532, avec seulement 700 Croates, arrête 140 000 soldats de Soliman le Magnifique lors de leur campagne militaire contre Vienne ; le ban Nikola Šubić Zrinski (1508 - 1566), qui a sauvé Pest de la ruine certaine en 1542 avec 400 Croates. En 1566 Soliman, parti avec plus de 100 000 soldats à la conquête de Vienne puis de toute l'Europe, est arrêté près de Sigeta par Nikola Šubić Zrinski avec 2 500 guerriers croates, le siège au cours duquel ils tuèrent plus de 30 000 Turcs et meurent héroïquement, entre ainsi dans la "légende" de l'histoire militaire mondiale. Le cardinal de Richelieu la désigne comme la « bataille qui a sauvé la civilisation ».
De nombreux guerriers croates célèbres et renommés ont également marqué l'histoire, notamment le ban croate Tamás Erdődy (en) (1558 – 1624), qui remporte une victoire éclatante en 1593 à Sisak avec des soldats croates, une victoire qui a été un tournant dans la guerre entre les Croates et les Turcs. Le ban Ivan III Drašković (en) († 1648),le seul Croate à occuper le poste de palatin hongrois à l'époque et qu'on appelait "defensor Croatiae", le ban Nicolas VII Zrinski (1620 - 1664) et le ban Petar IV Zrinski (1621 - 1671), qui infligent de lourdes pertes à l'armée turque, le ban Ivan Karlović (en) (1485 - 1531), le ban Petar Keglević (en) (1478 - 1554), Christophe Frankopan (en) (1482 - 1527), le général Ivan Lenković (en) († 1569), le capitaine Grgur Orlovčić (hr) († 1526), le ban Matko Talovac (en) († 1445), le ban Juraj V Zrinski (en) (1599 - 1626), le commandant Márk Horvath (vers 1520 - 1561), le commandant Vid Hallek, le ban Péter Erdődy (en) (1504 - 1567), le prêtre Marko Mesić (en) (1640 - 1713), le frère Luka Ibrišimović (en) (1626 - 1698) et bien d'autres.